# Lucien Teisseire
Lucien Teisseire (Saint-Laurent-du-Var, 11 de dezembro de 1919 - Plonévez-Porzay, 22 de dezembro de 2007) foi um ciclista francês que foi profissional entre 1941 e 1955. Em seu palmarés destacam quatro etapas do Tour de France, a classificação geral da Dauphiné Libéré de 1953, a Paris-Tours de 1944 e uma terceira posição no Campeonato Mundial de Ciclismo em Estrada de 1948.

## Palmarés
- 1942

1º no Circuito de les vilas de agua de Auvernia
Vencedor de uma etapa do Circuito do Mont Ventoux
- 1943

1º na Turbie
1º em Mont Chauve
- 1944

1º na [:es:[Paris-Tours 1944|Paris-Tours]]
1º no Grande Prêmio de Nicr
1º no Grande Prêmio de Provenza
1º no Omnium da estrada - prova em ascensão
2º no Campeonato da França de Ciclismo em Estrada 
- 1946

Vencedor de uma etapa da Paris-Nice
- 1947

1º no Grande Prêmio do Jogo a Oram
Vencedor de 2 etapas no Tour de France
- 1948

1º no Grande Prêmio do Pneumàtic
1º em Beauze
3º no Campeonato do Mundo de Ciclismo em estrada 
- 1949

Vencedor de uma etapa do Tour de France
- 1951

Vencedor de uma etapa da Paris-Nice
1º no Grande Prêmio de Cannes
- 1952

Vencedor de uma etapa do Grande Prêmio de Constantina
- 1953

1º na Dauphiné Libéré e vencedor de 2 etapas
Vencedor de uma etapa da Volta a Marrocos
- 1954

Vencedor de uma etapa do Tour de France
Vencedor de uma etapa da Volta a Marrocos
- 1955

Vencedor de uma etapa do Tour de la Manche

### Resultados na Volta a França
- 1947. 11º da classificação geral e vencedor de 2 etapes
- 1948. 6º da classificação geral
- 1949. 14º da classificação geral e vencedor de uma etapa
- 1951. 31º da classificação geral
- 1952. 59º da classificação geral
- 1953. 26º da classificação geral
- 1954. 23º da classificação geral e vencedor de uma etapa
- 1955. 45º da classificação geral